# 6625 Nyquist
A 6625 Nyquist (ideiglenes jelöléssel 1981 EX41) a Naprendszer kisbolygóövében található aszteroida. Schelte J. Bus fedezte fel 1981. március 2-án. Névadója Laurence E. Nyquist amerikai csillagász.